# Schofthoogte

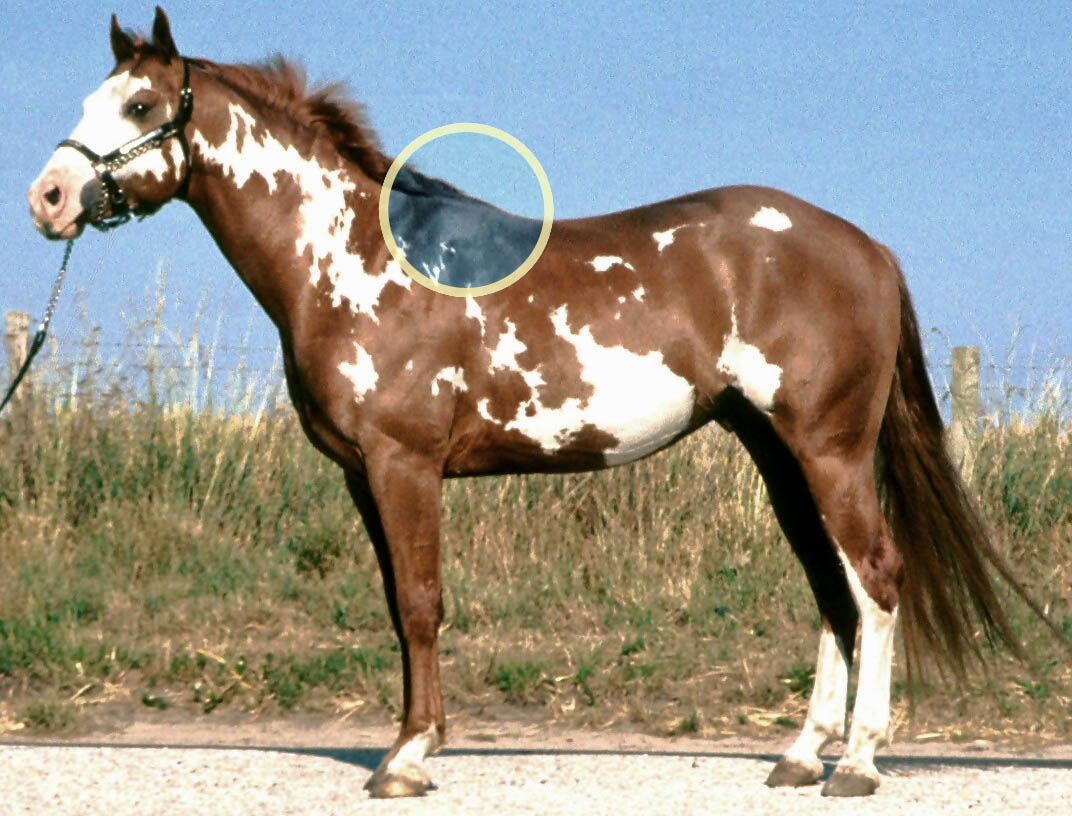
De plek van de schoft van een paard

De schofthoogte of schouderhoogte (ook wel de stokmaat genoemd) is bij viervoeters de hoogte van de schoft vanaf de grond, als het dier staat. De schoft is de bovenrand van de wervelkolom, ter hoogte van de schouder. Deze maat wordt onder andere gebruikt om aan te geven welke hoogte een volgroeid exemplaar van een bepaalde diersoort of huisdierras in principe moet kunnen bereiken. Meestal wordt de maat gebruikt voor de beschrijving van middelgrote tot grote vierpotige (of 'vierbenige') landdieren zoals hoefdieren of roofdieren.
De schofthoogte is betrouwbaarder dan de hoogte van de kop (bij paarden vaak 'hoofd' genoemd), aangezien dit lichaamsdeel bij een stilstaand dier in verschillende posities kan staan, terwijl de schoft dan altijd dezelfde hoogte heeft. De schoft is over het algemeen het hoogste deel van de rug en het hoogste punt van het dier op de kop (of het hoofd) en de nek na. Uitzonderingen hierop zijn de kameel en de dromedaris, waarbij immers de bult het hoogste punt van de rug is.
De schofthoogte wordt voornamelijk gebruikt bij paarden en honden als een standaardmaat voor bepaalde rassen. Zo geldt voor de reu van een Ierse wolfshond een minimale schofthoogte van 79 centimeter, terwijl voor de foxterriër een maximale hoogte van 39 centimeter geldt.
De meeste moderne warmbloed rijpaarden hebben een duidelijk geprofileerde schoft terwijl deze bij trekpaarden van koudbloedrassen vaak bijna helemaal vlak is.
| Maximale schofthoogte van enkele mannetjesdieren (centimeter) | Maximale schofthoogte van enkele mannetjesdieren (centimeter) |
| ------------------------------------------------------------- | ------------------------------------------------------------- |
| Savanneolifant                                                | 340 cm                                                        |
| Giraffe                                                       | 330 cm                                                        |
| Aziatische olifant                                            | 300 cm                                                        |
| Eland                                                         | 230 cm                                                        |
| Kameel                                                        | 200 cm                                                        |
| Bizon                                                         | 200 cm                                                        |
| Witte neushoorn                                               | 185 cm                                                        |
| Bruine beer                                                   | 150 cm                                                        |
| Przewalskipaard                                               | 145 cm                                                        |
| Nijlpaard                                                     | 140 cm                                                        |
| Edelhert                                                      | 127 cm                                                        |